# OMG (album đĩa đơn)
| Đánh giá chuyên môn | Đánh giá chuyên môn |
| Nguồn đánh giá      | Nguồn đánh giá      |
| Nguồn               | Đánh giá            |
| ------------------- | ------------------- |
| NME                 | [ 1 ]               |

OMG là album đĩa đơn đầu tiên của nhóm nhạc nữ Hàn Quốc NewJeans. Album đĩa đơn được phát hành bởi ADOR, công ty con của Hybe Corporation, vào ngày 2 tháng 1 năm 2023 và có hai bài hát, bao gồm bài hát chủ đề cùng tên và bài "Ditto" được phát hành trước vào ngày 19 tháng 12 năm 2022.

## Bối cảnh
OMG ra mắt năm tháng sau khi NewJeans phát hành EP đầu tiên New Jeans, EP đã xuất hiện mạnh mẽ trên các bảng xếp hạng toàn cầu và cũng đạt được nhiều thành công về mặt doanh thu lẫn phê bình.  Tháng 11 năm 2022, Hybe Corporation, công ty mẹ của ADOR, do Min Hee-jin quản lý, đã xác nhận trong một cuộc họp ngắn về tương lai của công ty rằng nhóm sẽ phát hành một album đĩa đơn mới vào tháng 1.

## Phát hành và quảng bá
Ngày 10 tháng 11, trong cuộc họp giao ban cộng đồng hàng năm của Hybe Corporation trên YouTube, Giám đốc điều hành Park Jiwon đã thông báo rằng NewJeans' dự kiến sẽ comeback và phát hành album đĩa đơn đầu tiên OMG vào ngày 2 tháng 1 năm 2023. Cùng ngày, có thông tin tiết lộ rằng album đĩa đơn gồm ca khúc chủ đề này đã được lên kế hoạch từ khi album đầu tiên New Jeans đang được sản xuất, cũng như một ca khúc sẽ được phát hành trước vào ngày 19 tháng 12. Ngày 12 tháng 12, những đoạn teaser đầu tiên được tung ra, hình ảnh được lấy cảm hứng từ Giáng sinh thập niên 90. Cả hai đoạn teaser đều có một con thỏ đang nhảy ở giữa logo, tượng trưng cho người hâm mộ của nhóm, là "bunnies". Cùng ngày, tên của ca khúc được phát hành trước được tiết lộ là "Ditto".

## Sáng tác
Album đĩa đơn sắp tới có hai bài hát, bao gồm ca khúc chủ đề cùng tên và "Ditto". Trong một tuyên bố ngắn với các truyền thông Hàn Quốc, Giám đốc điều hành ADOR Min Hee-jin nói: "Nếu album đầu tiên là mùa hè của NewJeans, thì album đĩa đơn này sẽ là album mùa đông của NewJeans.

## Danh sách bài hát
| Danh sách bài hát của OMG | Danh sách bài hát của OMG | Danh sách bài hát của OMG                 | Danh sách bài hát của OMG             | Danh sách bài hát của OMG | Danh sách bài hát của OMG |
| STT                       | Nhan đề                   | Phổ lời                                   | Phổ nhạc                              | Biên khúc                 | Thời lượng                |
| ------------------------- | ------------------------- | ----------------------------------------- | ------------------------------------- | ------------------------- | ------------------------- |
| 1.                        | "OMG"                     | Gigi Ylva Dimberg Hanni                   | Park Jin-su Ylva Dimberg David Dawood | Park Jin-su               | 3:32                      |
| 2.                        | "Ditto"                   | Ylva Dimberg The Black Skirts Oohyo Minji | Ylva Dimberg 250                      | 250                       | 3:06                      |
| Tổng thời lượng:          | Tổng thời lượng:          | Tổng thời lượng:                          | Tổng thời lượng:                      | Tổng thời lượng:          | 6:38                      |

## Chứng nhận và doanh số
| Quốc gia                      | Chứng nhận | Số đơn vị/doanh số chứng nhận |
| ----------------------------- | ---------- | ----------------------------- |
| Hàn Quốc (KMCA)               | Triệu      | 1,297,059                     |
| Hàn Quốc (KMCA) Weverse album | Bạch kim   | 491,216                       |
| Nhật Bản                      | —          | 35,418                        |

## Lịch sử phát hành
| Khu vực   | Ngày                | Định dạng             | Hãng        |
| --------- | ------------------- | --------------------- | ----------- |
| Nhiều nơi | 2 tháng 1 năm 2023  | Tải nhạc số streaming | ADOR        |
| Hàn Quốc  | 2 tháng 1 năm 2023  | CD                    | ADOR        |
| Mỹ        | 10 tháng 3 năm 2023 | CD                    | ADOR Geffen |